# Внешняя политика Экваториальной Гвинеи
Внешняя политика Экваториальной Гвинеи — общий курс Экваториальной Гвинеи в международных делах. Внешняя политика регулирует отношения Экваториальной Гвинеи с другими государствами. Реализацией этой политики занимается министерство иностранных дел Экваториальной Гвинеи. Экваториальная Гвинея является членом Организации Объединённых Наций, Африканского союза и Экономического сообщества стран Центральной Африки. Государство входит в зону франка КФА.

## Общие сведения
Внешняя политика находится под контролем президента Экваториальной Гвинеи, осуществляется через министра иностранных дел, международного сотрудничества и франкоязычных стран, а также министра аппарата президента по вопросам региональной интеграции. 

## История
Временное соглашение, подписанное в октябре 1968 года, предполагало, что до обретения независимости, Испания будет оказывать помощь Экваториальной Гвинее и временно размещать там свои войска. Конфликт Испании с президентом Экваториальной Гвинеи Франсиско Масиасом Нгема в 1969 году привел к требованию немедленного вывода всех испанских войск вместе с большим количеством гражданских лиц. Дипломатические отношения между двумя странами никогда не прерывались, но были приостановлены Испанией в марте 1977 года из-за постоянных споров. После падения режима Франсиско Масиаса Нгемы в 1979 году следующий президент Теодоро Обианг обратился за помощью к Испании, и с тех пор эта страна восстановила влияние во внешней политике Экваториальной Гвинеи. Между государствами подписаны постоянные соглашения об экономическом и техническом сотрудничестве, частных концессиях и торговых отношениях. Президент Теодоро Обианг посетил Мадрид с официальным визитом в марте 2001 года, и в этом же году Малабо посетили высокопоставленные должностные лица испанского министерства иностранных дел. Испания поддерживает двустороннюю программу помощи Экваториальной Гвинее. Некоторые элементы оппозиции Экваториальной Гвинеи уехали в изгнание в Испанию, доставив проблемы официальным лицам Малабо, сформировав самопровозглашенное правительство Экваториальной Гвинеи в изгнании.
Экваториальная Гвинея имеет тёплые отношения с соседним Камеруном, хотя в 2000 году власти этой страны подвергли критике Малабо из-за предполагаемого жестокого обращения с камерунцами, работающими в Экваториальной Гвинее. Этническая группа фанг, составляющая большинство на материковой части Экваториальной Гвинеи, проживает как на севере, так и на юге в лесах Камеруна и Габона. Камерун экспортирует некоторые продукты питания в Экваториальную Гвинею, а Камерун импортирует нефть из Экваториальной Гвинеи со своего нефтеперерабатывающего завода в соседнем Лимбе.
У Экваториальной Гвинеи также хорошие отношения с Нигерией. В 2001 году президент Нигерии посетил Малабо с официальным визитом. Государства согласовали внешние границы, что будет способствовать разработке близлежащих газовых месторождений. Кроме того, в Экваториальной Гвинее работает много нигерийцев, а также иммигрантов из Камеруна и некоторых государств Западной Африки.
Экваториальная Гвинея является членом Центральноафриканского экономического комитета и валютного союза, в который входят Камерун, Центральноафриканская Республика, Чад, Республика Конго и Габон. Вместе с сближением Экваториальной Гвинеи с ее франкоязычными соседями, значительно возросла роль Франции после вступления Экваториальной Гвинеи в зону франка КФА. Франция предоставляет технических советников в министерства финансов и планирования, а также были подписаны соглашения по проектам развития инфраструктуры.
В 1995 году Соединённые Штаты Америки закрыли своё посольство в Экваториальной Гвинее по финансовым причинам. В 1996 году в Экваториальной Гвинее начала активно развиваться нефтедобыча и в стране появились несколько американских нефтяных компаний, а США вновь открыли посольство в октябре 2003 года. США стараются поощрять развитие сферы прав человека в стране, прямо выражая свою озабоченность правительству, а также организуют семинары по улучшению судебной политики и конференций с США для утверждения верховенства закона.
Официальная политика правительства – Движение неприсоединения. В поисках помощи для достижения цели национального развития правительство Экваториальной Гвинеи установило дипломатические отношения со многими европейскими странами и странами третьего мира. Добившись независимости под эгидой ООН, Экваториальная Гвинея чувствует особую близость с этой организацией. 12 ноября 1968 года Экваториальная Гвинея стала 126-м членом Организации Объединенных Наций.
В апреле 2010 года Экваториальная Гвинея открыла посольство в Каракасе, став третьей африканской страной, имеющей дипломатическое представительство в Венесуэле.

## Международные споры
У государства присутствуют некоторые международные споры, например, об исключительной экономической зоне на морской границе с Камеруном, что в настоящее время находится на рассмотрении Международного суда ООН. Спор о морской границе существует с Габоном насчет суверенитета над островами в заливе Кориско, в дополнение к спору о морской границе с Нигерией и Камеруном из-за конкуренции за богатые нефтью районы в Гвинейском заливе. 